# مؤتمر ليب
مؤتمر ليب (بالإنجليزية: LEAP)‏ هو مؤتمر تقني دولي سنوي يُقام في مدينة الرياض، عاصمة المملكة العربية السعودية. يعد المؤتمر أضخم مؤتمر ومعرض تقني يهتم بمستقبل التقنيات ودورها في ازدهار البشرية، وأقيمت النسخة الأولى منه في واجهة الرياض خلال الفترة من 1-3 فبراير 2022. وتم عقد النسخة الثانية من المؤتمر من 6 إلى 9 فبراير لعام 2023م. يأتي تنظيم السعودية لهذا الحدث التقني «تأكيدًا وتعزيزًا لمكانتها وريادتها الإقليمية والعالمية من النواحي التقنية والرقمية والابتكارية، وسعيها الحثيث لتحقيق مُستهدفات رؤية 2030 في المجالات التقنية والقطاعات الواعدة». وتناول المؤتمر في النسخة الأولى عبر 6 منصات بمشاركة أكثر من 350 متحدثًا دوليًا ومحليًا مستقبل التقنية عبر أكثر من 380 جلسة حوارية، واستشراف متغيراته والعمل على استباقها عبر التقنية، بما يصنع واقعًا أكثر ازدهارًا يُعزز من حياة المجتمعات، ويليق بالطموحات.

## التنظيم والأهداف
يُنظم المؤتمر كلٌ من وزارة الاتصالات وتقنية المعلومات بالتعاون مع الاتحاد السعودي للأمن السيبراني والبرمجة والدرونز وعددٍ من الجهات المحلية والعالمية، وحملت النسخة الأولى منه شعار «عينٌ على المستقبل»، وأقيمت النسخة الأولى منه في واجهة الرياض خلال الفترة من 1-3 فبراير 2022. بعد نجاح النسخة الأولى للمؤتمر التقني، وجّه ولي العهد الأمير محمد بن سلمان آل سعود بأن يكون المؤتمر مؤتمرًا سنويًّا تستضيفه السعودية.
يهدف المؤتمر إلى: تعزيز مكانة المملكة دوليًا بوصفها نقطة التقاء لقادة الفكر وصانعي التغيير من جميع أنحاء العالم والوجهة الحقيقية للإبتكار التقني العالمي، وإلى تمكين وتطوير واعتماد أحدث التقنيات العالمية.

## الموضوعات والحضور
ناقش المؤتمر في النسخة الأولى، عبر 6 منصات بمشاركة أكثر من 350 متحدثًا دوليًا ومحليًا مستقبل التقنية عبر أكثر من 380 جلسة حوارية، عدة موضوعات منها الاقتصاد الرقمي، وإنترنت الأشياء، والتقنيات البيولوجية والصحية، والعلوم الكمية، والتنقيب الذكي والنظم غير المأهولة، والفضاء والأقمار الصناعية، والتقنيات المالية، والمصادر المفتوحة. وشاركت في أكثر من 700 شركة تقنية رائدة عالميًا وناشئة.

## الفعاليات والمسابقات
أقيمت على هامش فعاليات LEAP الأول، مسابقة تضم 90 شركة ناشئة تقنية للمنافسة على جوائز بقيمة مليون دولار، حيث سيجتمع رواد الأعمال لتقديم عروضهم أمام لجنة من كبار المستثمرين العالميين، ليتأهل أفضل عشرة رواد أعمال ويحصلون على فرصة لعرض مزايا أعمالهم من خلال التركيز على مستوى الإبداع والابتكار والإمكانات والوظائف والتأثير على الأفراد والمجتمع.

## المبادرات
على هامش النسخة الأولى من المؤتمر 2022، دُشّن فعليًّا برنامج المحتوى الرقمي (بالإنجليزية: SAUDI IGNITE PROGRAM)‏ بميزانية تقدر بـ 4.2 مليارات ريال، هو برنامجٌ يهدف لتنظيم وتفعيل أسواق المحتوى الرقمي في المملكة، من خلال تسهيل مشاركة القطاع الخاص في السوق عبر اللوائح والتنظيمات، وإجراء حوكمة متكاملة تحفز على التوسع وتشجع الابتكار، إلى جانب تحفيز سوق المحتوى الرقمي وجذب مختلف الاستثمارات. وأطلق البرنامج "36" مبادرة، تنوعت ما بين مبادرات تمويلية هدفها تمويل وإنشاء صناديق استثمارية لتنمية المحتوى المحلي لتعزيز النمو في قطاع الفيديو، الصوت، الألعاب، والإعلانات الرقمية، ومبادرات أخرى تنظيمية تهدف لإجراء تعديلاتٍ في التشريعات والتنظيمات وتسهيل أنظمة العمل، وحماية البيانات والخصوصية وحقوق الملكية لتعزيز نمو المحتوى الرقمي، إضافةً إلى مبادرات التدريب والتأهيل.
أعلنت أيضًا وزارة الثقافة السعودية عن مبادرتين داعمتين لأهداف مجلس المحتوى الرقمي، وتتمثلان في «منصة ممارسي الثقافة والمحتوى الرقمي»، و«مبادرة فرص الابتعاث في مجالات المحتوى الرقمي». وسيُخصص المجلس ميزانية تبلغ قيمتها الإجمالية 2.7 مليار ريال لصندوق تطوير الألعاب الإلكترونية وصندوق للأفلام، ويتوقع أن تسهم المبادرات مجتمعة التي تشمل عدة مسارات هي الألعاب، والفيديو، والإعلانات الرقمية، والصوت، في رفع حجم سوق المحتوى الرقمي في المملكة إلى ثلاثة أضعاف بحلول العام 2030م، بالإضافة إلى فتح أسواق جديدة، وتمكين ريادة الأعمال، واستحداث العديد من الوظائف في قطاعات المحتوى الرقمي بحلول 2030م.
أيضًا أعلنت شركة تريند مايكرو [الإنجليزية] الأمريكية اليابانية لبرمجيات الأمن السيبراني إطلاق مقرها الإقليمي في منطقة الشرق الأوسط وشمال أفريقيا في مدينة الرياض، وبحيرة بيانات الأمن وغيرها من الاستثمارات في المملكة، ليصل الإجمالي إلى 50 مليون دولار، وتهدف هذه الاستثمارات إلى تعزيز التزام «تريند مايكرو» لحماية الشركات الخاصة والعامة في المملكة وجميع أنحاء المنطقة.

## تاريخ المؤتمر

### النسخة الثانية 2023
أقيمت النسخة الثانية من مؤتمر ليب في الفترة من 6 إلى 9 فبراير عام 2023م، الموافق 15 إلى 18 رجب عام 1444هـ، وضم المؤتمر في نسخته الثانية أكثر من 700 متحدثاً ومتحدثة من أكثر من 50 دولة، يمثلون أهم الجهات العالمية في التقنية والذكاء الاصطناعي والتحول الرقمي كجوزيف برادلي، والدكتور ساتيام بريدارشي، وفاليري مورينانت، وعبد الرحمن الذهيبان، وصوفيا جرافلوند، وبيغي جونسون، وإدوسا ادارو، وراجيف راماسوامي ونخبة من المتحدثين.
وشارك في النسخة الثانية من المؤتمر أكثر من 900 شركة عالمية ومحلية، منها أريكسون، وSTC، وهواوي، وآي بي إم، وموبايلي، ونيوليب، ونيوم، وساب، وأرامكو، وسايت، وعلم، وقوقل كلاود، وأمازون، وديل، ومايكروسوفت، وسيسكو، وأوراكل، وعلي بابا كلاود، وشركات أخرى في مجال التقنية، بالإضافة إلى أكثر من 400 شركة تقنية ناشئة عالمية ومحلية. وتناول مواضيع متنوعة منها: الاقتصاد الابتكاري، والتقنيات المالية، والمدن الذكية، والتقنيات الصحية، والثورة الصناعية الرابعة، والتقنية النظيفة، والتجارة بالتجزئة.
وأعلن مؤتمر "ليب 23" عن إطلاق 8 صناديق استثمارية بقيمة 646 مليون دولار، وتهدف لجعل السعودية وجهةً للابتكار وريادة الأعمال الرقمية عبر دعم نمو الشركات الناشئة والمتوسطة، وتسريع صناعة الألعاب الإلكترونية، وإشعال المنافسة في مجالات البحث والتطوير والابتكار، وتحفيز النظام البيئي.

### النسخة الثالثة 2024
أقيمت النسخة الثالثة من مؤتمر "ليب" في 4 مارس إلى حتى 7 مارس 2024 ، الموافق 23 شعبان إلى 26 شعبان 1445هـ، تحت شعار "آفاق جديدة"، بمشاركة أكثر من 1.8 ألف جهة عارضة من كبرى الشركات التقنية في العالم.

#### أبرز فعاليات مؤتمر "ليب"2024 والجوائز المعلنة:
1- منصة المستثمرين: تركز على استعراض الفرص الاستثمارية المبتكرة، وتقديم ورش عمل متخصصة بمشاركة نخبة من المستثمرين العالميين.
2- مسرح الشركات الناشئة: يناقش موضوعات، منها صياغة خريطة النجاح ودعم صناع التغيير، مع التركيز على الابتكار في نمو الشركات الناشئة.
3- مسابقة روكت فيول: بجوائز تتجاوز المليون دولار، تسلط المسابقة الضوء على الشركات الناشئة المبتكرة في مجالات متنوعة مثل التقنية للإنسانية، والذكاء الاصطناعي، ما يدعم النمو والابتكار في القطاع.
وفي اليوم الأول من مؤتمر ليب 24 بلغت حجم الاستثمارات نحو 12 مليار دولار توزعت بين شركة أمازون وشركة IBM و شركة Service Now كما كشفت شركة أرامكو السعودية، عن نموذج الذكاء الاصطناعي العملاق الخاص بها (أرامكو ميتا برين)، ويُعد نموذج ذكاء اصطناعي توليدي من الدرجة الصناعية، يستند على بيانات تراكمية جمعتها الشركة خلال 90 عامًا، ويمثّل استثمارًا استراتيجيًا في الذكاء الاصطناعي التوليدي من قبل الشركة، التي تخطط لاستخدامه لتشغيل التطبيقات المعرفية عبر أعمالها. كما أطلقت وزارة الخارجية السعودية خلال مشاركتها بالمؤتمر مبادرة للتوظيف لدى المنظمات الدولية عبر "منصة دولي"، وتوائم هذه المنصة بين الكفاءات الوطنية والوظائف المتاحة لدى المنظمات الدولية، فيما تزيد التمثيل السعودي في المنظمات الدولية.
وفي اليوم الثاني من مؤتمر ليب 24،صرح صندوق التنمية الوطني بالتعاون مع بنك التنمية الاجتماعية توقيع اتفاقيتين لتأسيس صندوقين للاستثمار الجريء في قطاع الألعاب والرياضات الإلكترونية ، بقيمة إجمالية تبلغ 450 مليون ريال (120 مليون دولار) بين كل من بنك التنمية الاجتماعية وشركتي ميراك المالية وتأثير المالية.
واختتم مؤتمر ليب 24 أعماله في 7 مارس 2024 باستثمارات وصلت إلى 13.4 مليار دولار ، كما حقق ليب 24 العديد من الأرقام القياسية الجديدة على مستوى القطاع منذ انطلاقه عام 2022 حيث أصبح الأكثر حضورًا في العالم بحضور 215 ألف زائر مما كان له أثر واضح في ارتفاع نسبة إشغال فنادق الرياض إلى 99 بالمئة" وفق ما صرح به رئيس مجلس إدارة الاتحاد السعودي للأمن السيبراني والبرمجة والدرونز فيصل الخميسي.

## وصلات خارجية
- الموقع الرسمي